# Maldiverna i olympiska spelen
Maldiverna deltog första gången i de olympiska spelen 1988 i Seoul och de har sedan dess deltagit i samtliga sommarspel. De har aldrig deltagit i vinterspelen och de har aldrig vunnit någon medalj.

## Medaljer
| Guld | Silver | Brons | Totalt antal medaljer |
| ---- | ------ | ----- | --------------------- |
| 0    | 0      | 0     | 0                     |

### Medaljer efter sommarspel
| Spel           | Guld | Silver | Brons | Totalt |
| Seoul 1988     | 0    | 0      | 0     | 0      |
| Barcelona 1992 | 0    | 0      | 0     | 0      |
| Atlanta 1996   | 0    | 0      | 0     | 0      |
| Sydney 2000    | 0    | 0      | 0     | 0      |
| Aten 2004      | 0    | 0      | 0     | 0      |
| Peking 2008    | 0    | 0      | 0     | 0      |
| Totalt         | 0    | 0      | 0     | 0      |